# Église de l'Ascension d'Ada
Pour les articles homonymes, voir Église de l'Ascension.
L'église de l'Ascension d'Ada (en serbe cyrillique : Црква Вазнесења Христовог у Ади ; en serbe latin : Crkva Vaznesenja Hristovog u Adi) est une église orthodoxe serbe située à Ada, dans la province autonome de Voïvodine et dans le district du Banat septentrional en Serbie. Elle est inscrite sur la liste des monuments culturels de grande importance de la république de Serbie (identifiant no SK 1241).

## Présentation
L'église a été construite en 1926, à l'emplacement d'une église dédiée à l'Annonciation remontant à 1760 et incendiée à l'époque de la révolution hongroise de 1848. Elle a été conçue par Daka Popović (1886-1967) dans l'esprit de la reviviscence de l'architecture religieuse médiévale serbe,. Architecturalement, l'édifice doit son importance au fait que, dans une région (la Voïvodine) longtemps marquée par l'architecture baroque, il constitue l'un des rares exemples de « restauration du style national serbe ».
L'église, de proportion monumentale, est dotée de cinq domes, dont un dôme central qui couronne l'ensemble.
L'intérieur est orné de fresques qui s'inspirent des mosaïques l'église Saint-Georges d'Oplenac et réalisées par Žarko Milinov. De l'ancienne église subsistent les icônes de l'iconostase baroque sculptée par Jovan Sitkei et dorée par Nikola Dimšić, incorporée dans une nouvelle structure. Les nouvelles icônes ont été peintes par Novak Radonjić entr 1867 et 1869. Radonjić est également l'auteur des peintures du trône de la Mère de Dieu et du trône de l'évêque ; cet artiste est considéré comme l'un des plus importants représentants de la peinture romantique en Serbie et ses réalisations pour l'église d'Ada sont jugées comme d'une grande valeur picturale et comme représentatives de l'historicisme de cette période et typiques également de l'exaltation nationale dans la peinture serbe de l'époque.